# Ава (фильм)
«Ава» (фр. Ava) — французский драматический фильм 2017 года, полнометражный режиссёрский дебют Леи Мисиус. Лента участвовала в секции Международная неделя критики на 70-м Каннском международном кинофестивале (2017) и получила несколько наград.

## Сюжет
Тринадцатилетняя Ава собирается провести лето на Атлантическом побережье, когда узнаёт, что потеряет зрение намного раньше, чем ожидалось. Мать девушки хочет, чтобы это лето стало лучшим для Авы. Она решает вести себя так, как если бы все было нормально. Сама Ава пытается противостоять беде по-своему и крадёт большую чёрную собаку, которая, как оказалось, принадлежит весьма проблемному молодому парню.

## В ролях
- Ноэ Абита[фр.] — Ава
- Лорэ Кэлами[фр.] — Мод
- Жуан Кано — Жуан
- Тамара Кано — Жессика
- Исмаэль Капелот
- Батист Аршимбо — Маттиас
- Франк Бекманн — офтальмолог
- Кармен Гименес — Кармен

## Награды и номинации
Премия Луи Деллюка-2017
- Лучший дебютный фильм — Леа Мисиус[фр.] (номинация)

Премия «Сезар»-2018
- Лучшая актриса второго плана — Лорэ Кэлами[фр.] (номинация)

Международный кинофестиваль в Стокгольме-2017
- Лучшая операторская работа — Поль Гийом (награда)
- Выдвижение на «Бронзовую лошадь» за лучший фильм — Леа Мисиус